# Palacio del Elíseo

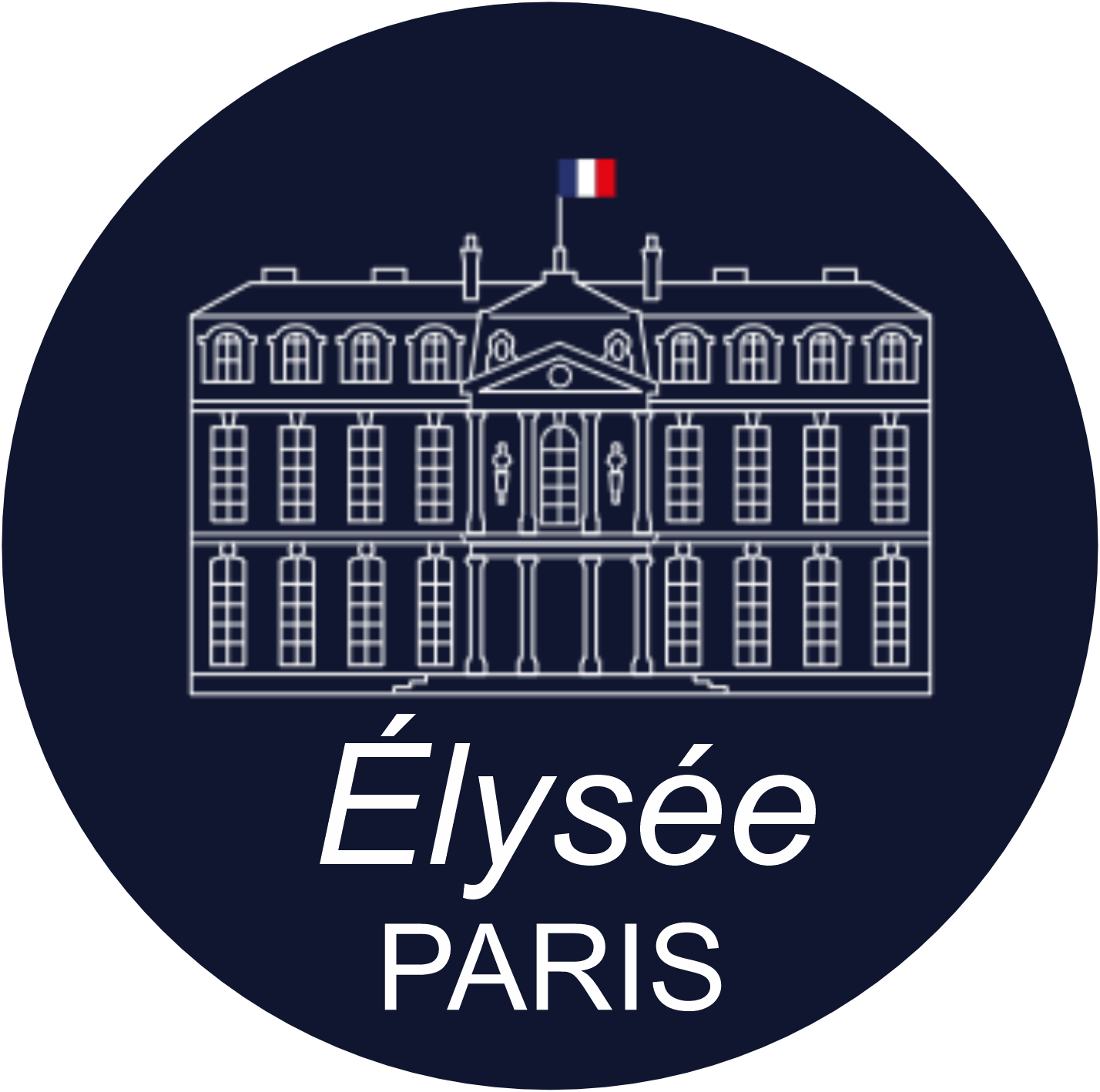
Logo del Elíseo.

El palacio del Elíseo (en francés: palais de l'Élysée) es la sede de la Presidencia de la República francesa. El edificio está situado en el VIII Distrito de París, en la calle del Faubourg Saint-Honoré, y su construcción se remonta al siglo XVIII.

## Historia
Fue propiedad inicial del conde Louis Henri de La Tour d'Auvergne que mandó construirlo entre 1718 y 1722. A la muerte del conde en 1753, la marquesa de Pompadour compró el palacio para que fuera su residencia parisina, y lo legó a Luis XV a su muerte en 1764. Fue luego comprado en 1773 por el banquero Nicolás Beaujon, que lo cedió en 1786 a Luis XVI reservándose el usufructo. El rey lo vendió en 1787 a su prima Batilde de Orleans, duquesa de Borbón, que lo ocupó excepto durante su arresto entre 1793 y 1795, bajo la Revolución francesa.
El gobierno revolucionario dio al palacio diversos destinos hasta el regreso de la duquesa en 1797. Esta alquiló la planta baja a un negociante llamado Hovyn, que organizaba fiestas y bailes en los salones y en el jardín, pero acabó subastando el edificio cuando decidió emigrar a España. Hovyn lo adquirió pero tuvo que venderlo en 1805 para pagar sus deudas. Lo compró el mariscal Joaquín Murat, quien, al ser nombrado rey de Nápoles en 1808, cedió al Emperador de los franceses Napoleón Bonaparte todas sus propiedades en Francia. En junio de 1815 el palacio fue escenario de la abdicación final de Bonaparte antes de ser desterrado, y con la Restauración borbónica pasó a ser parte de los bienes de la Corona en 1816.

### Residencia oficial del presidente de la república

#### De la Segunda República al Segundo Imperio
El 10 de diciembre de 1848, el primer Presidente de la República francesa es elegido por sufragio universal masculino: se trata de Luis Napoléon Bonaparte, el «príncipe-presidente», sobrino de Napoleón Bonaparte. La Constitución preveía un mandato presidencial de cuatro años, sin posibilidad de reelección.
A partir de 1850, Luis Napoleón Bonaparte multiplicó sus giras a las provincias con vistas a una posible reelección. Ante la negativa de la Asamblea a modificar la Constitución en ese sentido, preparó minuciosamente un golpe de Estado que llevó a cabo el 2 de diciembre de 1851, tomando militarmente los puntos estratégicos del país. La represión y aniquilación de sus oponentes fue fulminante. Su toma del poder es ratificada por un plebiscito organizado el 21 de diciembre, en el que buena parte del electorado se ve privado de su derecho a votar. La Constitución va a ser modificada, estableciendo un mandato presidencial de diez años, limitando las prerrogativas de la Asamblea Nacional, y concentrando los poderes en manos del ejecutivo.
En 1848, por decisión de la Asamblea Nacional de la Segunda República, el palacio del Elíseo ha sido la residencia oficial del Presidente de la República en Francia, pero al proclamarse el Segundo Imperio, Napoleón III eligió residir en el Palacio de las Tullerías, tradicional residencia parisina de los monarcas franceses.
Tras la guerra franco-prusiana y la caída del Imperio en 1870, el nuevo gobierno de la Tercera República dispuso que el Palacio del Elíseo fuera residencia oficial del presidente de Francia.

#### Desde 1871
El Elíseo se mantuvo como residencia oficial de los presidentes de Francia hasta junio de 1940, cuando fue cerrado y abandonado cuando las tropas de la Alemania nazi tomaron París en los últimos días de la Batalla de Francia. Tras el fin de la Segunda Guerra Mundial en Europa, volvió a ser residencia presidencial en 1946 y lo sigue siendo en el siglo XXI.

Palais de l'Élysée, Paris.